# La Niñera (Mexicana)
La Niñera é uma sitcom mexicana baseada em The Nanny. É estrelada por Lissete, que interpreta Fran Flores, uma charmosa e amigável residente de Roma. Ela acidentalmente se torna a babá de três crianças de classe alta no México. A música tema de abertura é cantada pela personagem principal, Lissete. 

## Sinopse
A história gira em torno de Francisca Flores, que é lançada a partir de seu trabalho como consultor em uma bridal namorado da loja, depois de ter estado a trabalhar na linha de cosméticos Elba Esther termina como uma babá de 3 crianças do produtor de teatro Maximiliano Fabregas Depois disso, ela vive muitas aventuras com seus filhos, o assistente de Maximiliano, Sisi, (que está apaixonado por ela), e Nicolas, o Mordomo.

## Elenco
- Lissete
- Francisco De La O
- Roberto Leyva
- Luciana Silveyra
- Daniela Wong
- Carlos Hays
- Gala Montez